# Clearwater, Florida
Clearwater este un oraș localizat în Comitatul Pinellas, Florida, aproape la vest de Tampa și la nord-vest de St. Petersburg. La recensămâtul din 2000, orașul avea o populație totală de 108.787 locuitori. Este reședința comitatului Pinellas. Clearwater este cel mai mic oraș dintre cele trei principale orașe din zona metropolitană Tampa-St. Petersburg-Clearwater, mai bine cunoscută ca Tampa Bay Area.

## Orașe surori
Clearwater are parteneriate cu următoarele orașe:
- Nagano, Japonia
- Kalamaria, Grecia
- Wyong, New South Wales, Australia

## Personalități născute aici
- Aaron Gillespie (n. 1983), muzician.

## Galerie

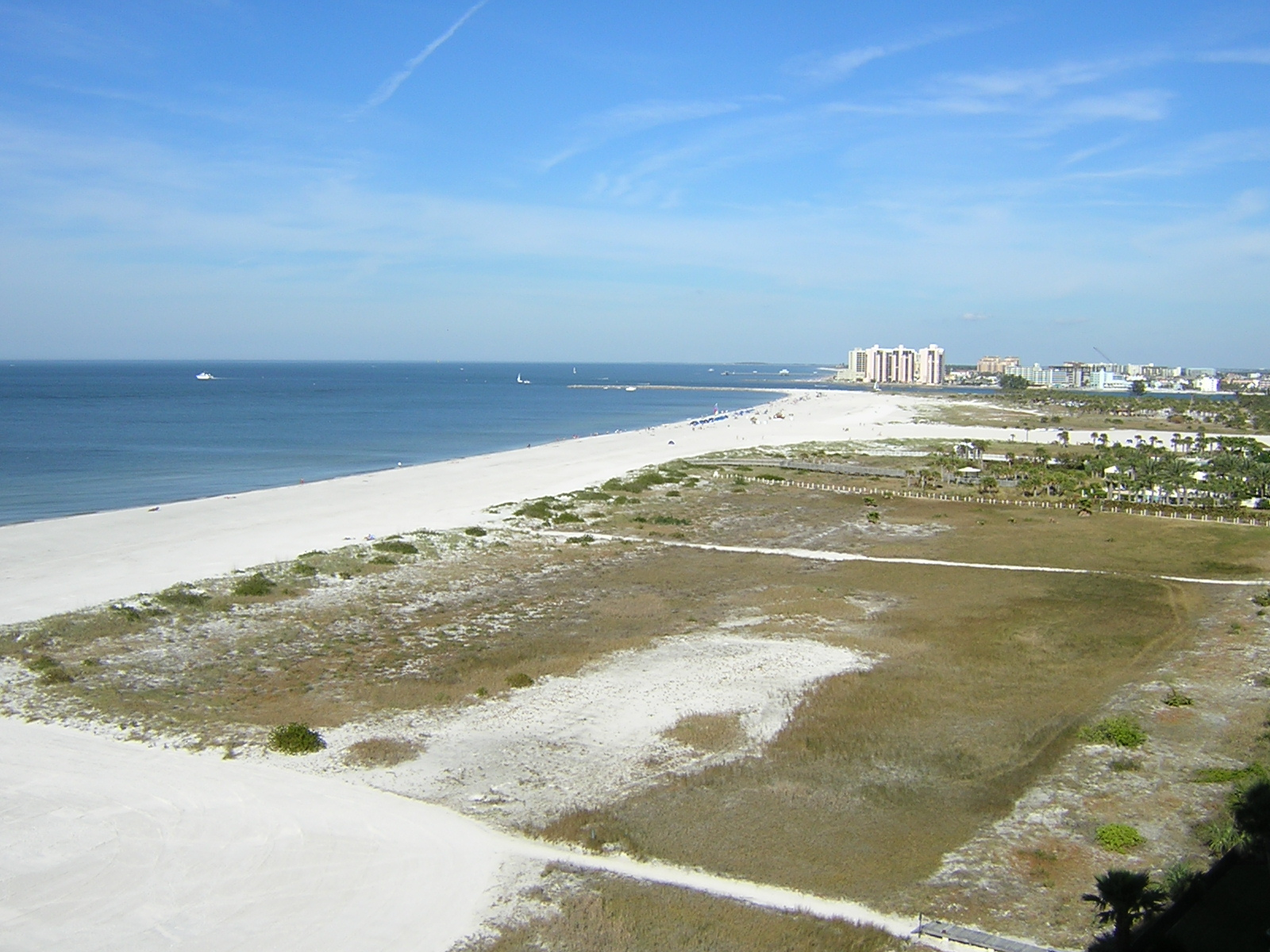
Vedere de la nord de la Sand Key spre Clearwater Beach
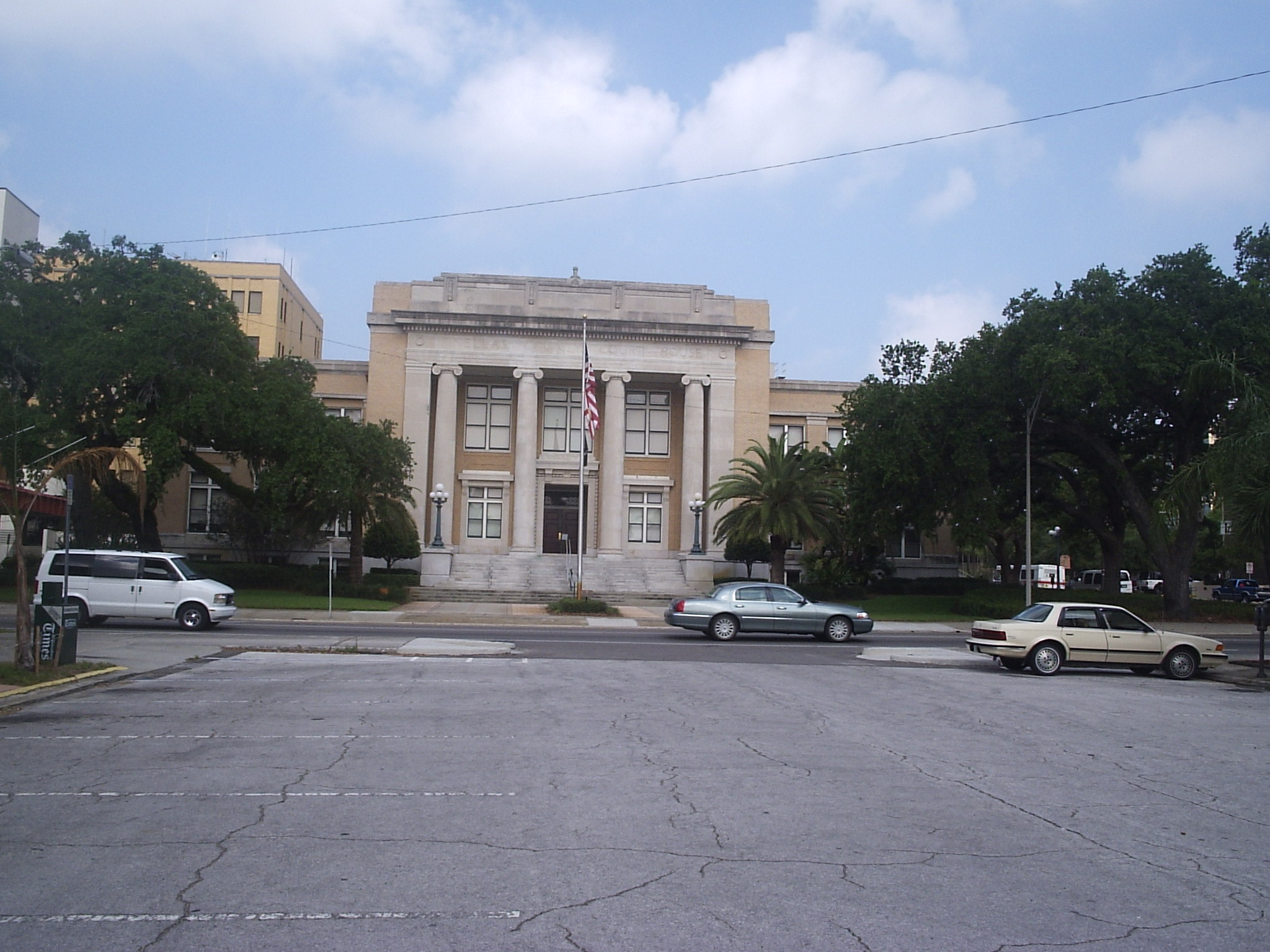
Pinellas County Courthouse în Clearwater
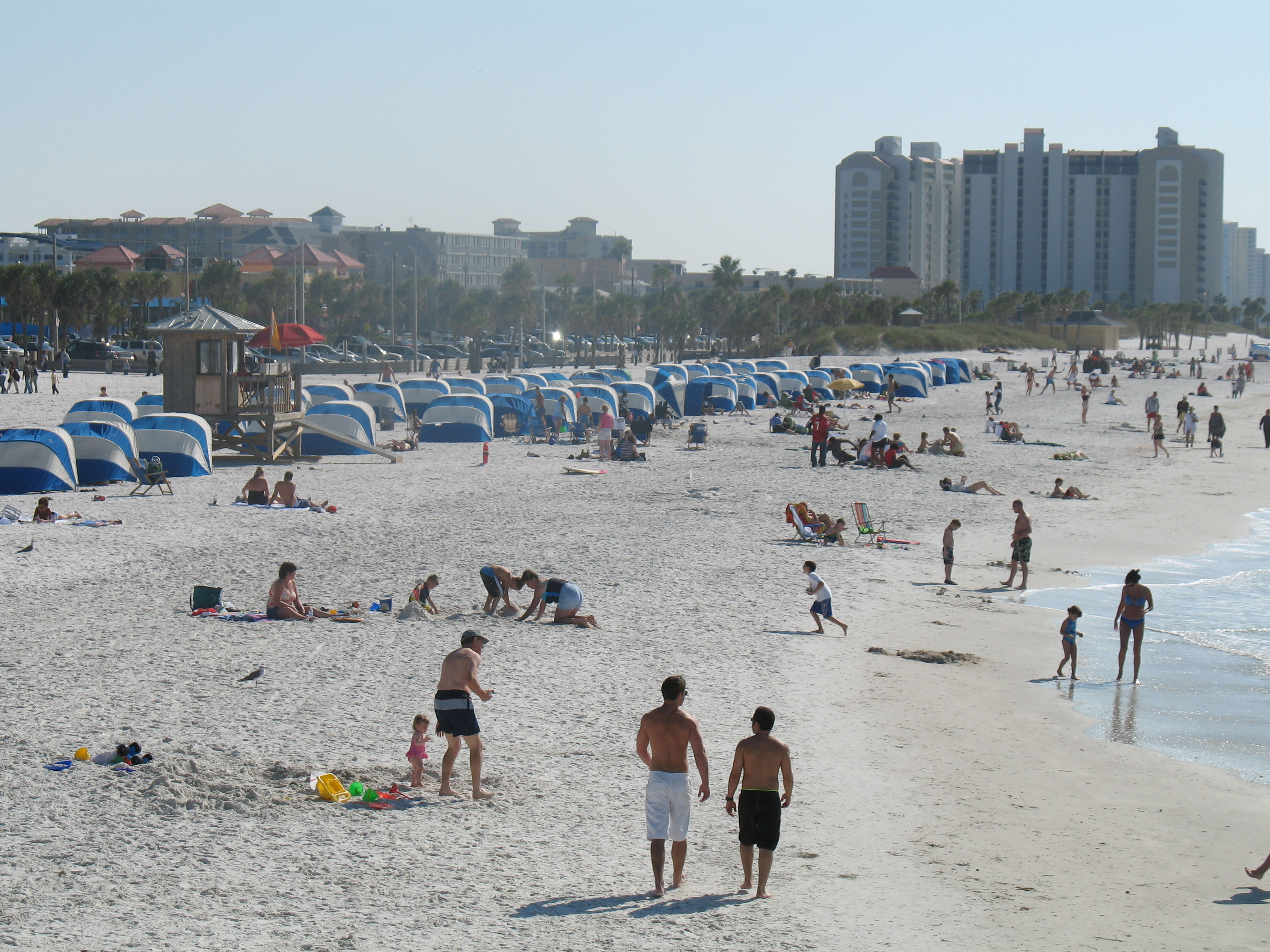
Clearwater Beach, înspre sud de la Pier 60.